# 倫永亮
倫永亮（1957年4月12日—），香港男歌手及作曲人，籍贯為广东肇庆。

## 簡歷
他曾就讀於九龍塘幼稚園、喇沙小學、喇沙書院，並取得聖克拉拉大學文学士及美國密歇根大学的古典音樂系硕士，回港後曾自資推出個人專輯《倫永亮創作歌集》，後以潘光沛寫曲詞的一曲《歌詞》，獲亞太流行曲創作大賽（現在變成CASH流行曲創作大賽）香港區冠軍。
他早年幕前以創作歌手姿態出現，曾獲1990年度《叱吒樂壇流行榜頒獎典禮》的「叱吒樂壇男歌手金獎」；亦憑其創作的歌曲〈何日〉於1991年奪得第28屆台灣金馬獎的「最佳電影插曲」，該歌曲於翌年被提名為第11屆香港電影金像獎的最佳電影歌曲。另外，他是1993年度其中一位「香港十大傑出青年」。
倫永亮作曲無數。在他自己主唱的作品中，較為突出的作品有《鋼琴後的人》、《愛在無限天方》、《你知道我在等你嗎》及和梅艷芳合唱的《心仍是冷》等。另外跟他合作過的歌手，計有葉德嫻、梅艷芳、林憶蓮、羅文、呂方、劉德華、草蜢、李克勤、叶蒨文、彭羚、張敬軒、林志美、麥浚龍。除此之外，亦長期擔任梅艷芳的音樂製作人。

## 背景
倫永亮通嘵粵語、英語、國語、日語和德語。
張繼聰是倫永亮表姐的兒子，即倫永亮是張繼聰的表舅父。倫永亮有多位兄弟姊妹。
但倫永亮已澄清與張敬軒沒有血源上的親戚關係。只是張敬軒的外婆是倫永亮胞姐的金兰姐妹，張繼聰則笑稱倫永亮是張敬軒的舅公，而雙方算是表舅甥關係。

## 音樂作品
| - 倫永亮創作歌集（1986年11月） - 倫永亮（1987年9月） - 鋼琴後的人（1990年3月） - 給戀愛喝采（1990年12月） - One Voice Ten Fingers（1992年3月7日） - 時間（1993年1月21日） - 一個人在途上（1993年12月10日） - 心田（1994年12月） - 第二生（1995年8月10日） - One Voice Ten Fingers（1992年7月） - 看透（1994年9月21日） - 1999夏（1999年） - One Voice Ten Fingers 鋼琴後的人（1993年1月5日） - 不要拿我和他做比較（1996年3月15日） - 百代百年:秋夜（2003年11月10日） - D調人生（2012年9月1日） - A Song For You（2002年12月） | - 始終向你回歸（1999年） - 童真的家（2000年） - Listen（1992年10月20日） - 我的夢與憂（1998年） - 倫流轉（2006年4月27日） - 真情友情音樂旅程演唱會（1994年） - 一夜笙歌（2004年） - 港樂x林憶蓮x倫永亮（2004年） - 琴晚夜紅館騷（2007年） - One Voice Ten Fingers伊館演唱會（2013年） - 紅白藍演唱會（2016年） - 港樂x倫永亮 鋼琴後的人交響音樂會（2019年） - 我是音樂人？音樂會（2022年） |  |

## 派台歌曲成績
| 派台歌曲四台上榜最高位置      | 派台歌曲四台上榜最高位置 | 派台歌曲四台上榜最高位置 | 派台歌曲四台上榜最高位置 | 派台歌曲四台上榜最高位置 | 派台歌曲四台上榜最高位置 | 派台歌曲四台上榜最高位置 |
| ----------------------------- | ------------------------ | ------------------------ | ------------------------ | ------------------------ | ------------------------ | --- |
| 唱片                          | 歌曲                     | 903                      | RTHK                     | 997                      | TVB                      | 備註 |
| 1986年                        |                          |                          |                          |                          |                          | |
| 倫永亮創作歌集                | 愛在無限天方             |                          | -                        |                          | -                        | |
| 1987年                        |                          |                          |                          |                          |                          | |
| 倫永亮                        | 午夜蜘蛛                 |                          | /                        |                          | 8                        | |
| 倫永亮                        | 還我所有愛               |                          | /                        |                          | 10                       | |
| 1989年                        |                          |                          |                          |                          |                          | |
| 都市觸覺 Part II 逃離鋼筋森林 | 此情只待成追憶           | 14                       | -                        |                          | 6                        | 與林憶蓮合唱 OT：David Foster （页面存档备份，存于） & Marilyn Martin （页面存档备份，存于） ~ And When She Danced 同曲曲目：蔡立兒 ~ 成長 |
| 1990年                        |                          |                          |                          |                          |                          | |
| 鋼琴後的人                    | 你知道我在等你嗎（粵）   | 3                        | /                        |                          | 1                        | OT：張洪量 ~ 你知道我在等你嗎（國） |
| 鋼琴後的人                    | 鋼琴後的人               | 2                        | 1                        |                          | 3                        | |
| 鋼琴後的人                    | 是你                     | 11                       | -                        |                          | -                        | |
| 封面女郎                      | 心仍是冷                 | 3                        | 1                        |                          | 1                        | 與梅艷芳合唱 電視劇《愛有明天》主題曲 |
| 給戀愛喝采                    | 給戀愛喝采               | 1                        | 1                        |                          | -                        | |
| 給戀愛喝采                    | 情暖、情醉、情牽         | 5                        | 10                       |                          | -                        | 無線電視劇《男盜女差》主題曲 |
| 1991年                        |                          |                          |                          |                          |                          | |
| 給戀愛喝采                    | 每次我展開翅膀           | 19                       | -                        |                          | -                        | |
| 給戀愛喝采                    | 形象製造城               | 21                       | -                        |                          | -                        | |
| One Voice Ten Fingers         | 別孤身作戰               | 2                        | 3                        |                          | -                        | |
| One Voice Ten Fingers         | 再見、愛人               | 22                       | /                        |                          | -                        | |
| 1992年                        |                          |                          |                          |                          |                          | |
| One Voice Ten Fingers         | 我為你而生               | 1                        | 2                        |                          | -                        | OT：周華健 ~ 我願意去等 |
| One Voice Ten Fingers         | 因你極難代替             | 3                        | 1                        |                          | -                        | |
| One Voice Ten Fingers         | 休止符                   | 20                       | -                        |                          | -                        | |
| One Voice Ten Fingers         | Shoo-Be-Do-Wa            | 16                       | -                        |                          | -                        | |
| Listen                        | 那些好日子               | 1                        | /                        |                          | -                        | 翻唱為何嘉麗創作歌曲 |
| Listen                        | 奇蹟                     | 30                       | -                        |                          | -                        | |
| Listen                        | 愛在無限天闖             | 4                        | 8                        |                          | -                        | |
| Listen                        | 歌詞                     | 19                       | -                        |                          | -                        | |
| 1993年                        |                          |                          |                          |                          |                          | |
| 時間                          | Let Me Be The One        | 2                        | 1                        |                          | -                        | |
| 時間                          | 每一個早上               | 4                        | -                        |                          | -                        | |
| 時間                          | 沙沙的雨                 | 6                        | 4                        |                          | -                        | 與呂方合唱 OT：Neil Sedaka ~ Laughter In The Rain                                                                                          |
| 多一點溫柔 / 一個人在途上     | 總有你鼓勵               | 2                        | 1                        |                          | 1                        | 與李國祥合唱 OT：吳奇隆 ~ 祝你一路順風 |
| 一個人在途上                  | 髮之舞                   | 5                        | 8                        |                          | -                        | |
| 一個人在途上                  | 一千一個冬               | 2                        | 1                        |                          | -                        | |
| 1994年                        |                          |                          |                          |                          |                          | |
| 一個人在途上                  | 當天那真我               | 20                       | -                        |                          | -                        | |
| 一個人在途上                  | 山高天高愛更高           | 26                       | -                        |                          | -                        | |
|                               | 在那遠方的盡處           | 12                       | -                        | -                        | -                        | 與商業二台DJ合唱 饑饉三十1994主題曲 |
| Sandy '94                     | 對不起了愛               | 7                        | -                        | -                        | -                        | 與林憶蓮合唱 |
| IFPI 100%正版                 | 他不是我                 | 9                        | 10                       | -                        | -                        | 群星合唱 |
| 心田                          | 心田                     | 13                       | 8                        | -                        | -                        | |
| 心田                          | 乜歌                     | 9                        | -                        | -                        | -                        | |
| 1995年                        |                          |                          |                          |                          |                          | |
| 心田                          | 故事的風箏               | 1                        | 1                        | -                        | -                        | |
| 第二生                        | 我說過要你快樂           | 20                       | -                        | -                        | -                        | 翻唱為吳國敬創作歌曲 |
| 第二生                        | 愛過就是完全             | 19                       | -                        | -                        | -                        | 翻唱為蘇芮創作歌曲 |
| 1996年                        |                          |                          |                          |                          |                          | |
| 第二生                        | 燒                       | -                        | -                        | -                        | -                        | 翻唱為林憶蓮創作歌曲 |
| 2006年                        |                          |                          |                          |                          |                          | |
| 倫流轉                        | 沒唱出來的感覺           | 12                       | 18                       | -                        | 4                        | |
| 2008年                        |                          |                          |                          |                          |                          | |
| Why                           | 寫得太多                 | 1                        | 1                        | 1                        | 3                        | 與麥浚龍合唱 三台冠軍歌 |
| 2012年                        |                          |                          |                          |                          |                          | |
| D調人生                       | 暖                       | -                        | -                        | -                        | -                        | 與林憶蓮合唱 |
| 2014年                        |                          |                          |                          |                          |                          | |
|                               | 祝福香港（版本B）        | -                        | -                        | -                        | -                        | 群星合唱 |

| 各台冠軍歌總數 | 各台冠軍歌總數 | 各台冠軍歌總數 | 各台冠軍歌總數 | 各台冠軍歌總數    |
| -------------- | -------------- | -------------- | -------------- | ----------------- |
| 903            | RTHK           | 997            | TVB            | 備註              |
| 5              | 9              | 1              | 3              | 四台冠軍歌總數：0 |

## 音樂作品列表

### 1986年
- 倫永亮 - 愛在無限天方（曲、編）
- 倫永亮 - 寄意在香港（曲、編）
- 倫永亮 - 又見紫燕在（曲、編）
- 倫永亮 - 捨心放開我（曲、編）
- 倫永亮 - 沖（曲、編）
- 倫永亮 - 跳出套圈（曲、編）
- 倫永亮 - 絲絲雨夜（曲、編）
- 倫永亮 - 跟我走（曲、編）
- 倫永亮 - Seek（曲、編）
- 倫永亮 - 想（曲、編）
- 許冠傑 - 擦鞋仔（曲）

### 1987年
- 成　龍 - 人生剪接機（曲、編）
- 呂　方 - 每段路（曲、編）
- 呂　方 - 許多夢（曲、編）
- 呂　方 - 無盡的風（曲、編）
- 杜德偉 - 不要重播（曲）
- 林憶蓮 - 灰色化粧（曲、編）
- 倫永亮 - 還我所有愛（曲、編）
- 倫永亮 - 寄意（曲）
- 倫永亮 - 光明之戰（曲、編）
- 梅艷芳 - 無淚之女（曲、編）
- 梅艷芳 - 烈燄紅唇（曲、編）
- 梅艷芳 - 魅力在天橋（曲、編）
- 梅艷芳 - 孤單（曲、編）
- 劉天蘭 - 她比煙花寂寞（曲）
- 羅　文 - 乜都拗（曲）
- 羅　文 - 笑話（曲）

### 1988年
- 呂　方 - 珍惜相聚（編）
- 呂　方 - 喚你千句（曲、編）
- 呂　方 - 愛盡變（編）
- 呂　方 - 不怨一句（曲、編）
- 呂　方 - 愛盡變回想（編）
- 杜德偉 - 跟昨天說再見（曲）
- 杜德偉 - 離家出走（曲）
- 林志美 - 低調女子（曲）
- 林憶蓮 - 黃昏（曲）
- 林憶蓮 - 三更夜半（曲）
- 草　蜢 - 我是誰（曲）
- 梅艷芳 - 不如不見（編）
- 梅艷芳 - 烈燄紅唇（國）（曲、編）
- 許志安 - 傷感結局（曲）
- 許志安 - 魔鬼莫探訪（曲、編）
- 陳百強 - Don't Cry For Me（曲、編）
- 黃寶欣 - 一見鍾情的意外（曲、編）
- 葉麗儀 - 星光照心窩（曲）
- 甄楚倩 - 冷感（曲）
- 甄楚倩 - 熱浪（曲、編）
- 鄭少秋 - 緣份原因（曲、編）
- 羅　文 - 錯（曲）
- 羅　文 - 錯（國）（曲）

### 1989年
- Echo - 第四者（曲、編）
- Echo - 隨時隨地（曲、編）
- 文佩玲 - 午夜狂奔（曲）
- 呂　方 - 燃亮這一晚（曲、編）
- 呂　方 - 月滿抱佳人（編）
- 呂　方 - 始終愛你（編）
- 呂　方 - 愛更是重要（編）
- 呂　方 - 撕開的真相（編）
- 呂　方 - 無名小卒（曲、編）
- 杜德偉 - 色彩人生（曲）
- 阮兆祥 - 驚戀（曲）
- 林姍姍 - 數個月前（曲、編）
- 林楚麒 - 錫一啖（曲、編）
- 林憶蓮 - 擁有（曲）
- 林憶蓮 - 燒（曲）
- 草　蜢 - 也許跟你變一雙（曲、編）
- 草　蜢 - 愛情來了（編）
- 梅愛芳 - 香檳浸著的門匙（曲）
- 梅艷芳 - 黑夜的豹（曲、編、監）
- 梅艷芳 - 一舞傾情（曲、編、監）
- 梅艷芳 - 愛我便說愛我吧（曲、編）
- 陳慧嫻 - 披星獨行（曲、編）
- 黃　翊 - 愛情玩笑（曲）
- 葉蒨文 - 命運我操縱（曲、編）
- 雷安娜 - 妄想（曲）
- 蔡楓華 - 寄不出的信（曲、編）
- 蔡齡齡 - 再望你回頭（曲）
- 鄧梓峰 - 是非世界（曲、編）
- 譚耀文 - 廢話（曲、編）
- 譚耀文 - 咖啡、雨點（曲）

### 1990年
- Echo - 算吧！愛情（曲、編）
- Echo - 舌戰（曲、編）
- Echo - Goodbye Summer（曲、編）
- Face To Face - 一些（曲、編、監）
- 王靖雯 - 靜夜的單簧管（曲）
- 吳國敬 - 曾相識（曲）
- 吳婉芳 - 迷情車手（曲）
- 吳婉芳 - 尋尋覓覓（曲）
- 李健達 - 她穿法國時裝（曲）
- 杜德偉 - 不要再一次說（曲）
- 周慧敏 - 不再衝動（曲）
- 周慧敏 - 鏡上的唇印（曲）
- 林姍姍 - 心碎拼圖（曲、編）
- 林憶蓮 - 傾斜（曲）
- 林憶蓮 - 微雨撲巴黎（曲）
- 倫永亮 - 你知道我在等你嗎？（編、監）
- 倫永亮 - 是你（曲、監）
- 倫永亮 - 一生不會改…Be My Valentine（監）
- 倫永亮 - 追星者（曲、監）
- 倫永亮 - 不要重播（曲、編、監）
- 倫永亮 - 妳仍是妳 • 我仍是我（曲、監）
- 倫永亮 - 鋼琴後的人（曲、編、監）
- 倫永亮 - 笑北風（曲、編、監）
- 倫永亮 - 曲終人散後（曲、編、監）
- 倫永亮 - 誰願永亮（曲、編、監）
- 倫永亮 - 給戀愛喝采（曲、監）
- 倫永亮 - 情暖、情醉、情牽（曲、監）
- 草　蜢 - 妳不會不懂（曲）
- 草　蜢 - 蜘蛛女之吻（曲）
- 張立基 - 鬆開（曲、編）
- 梅艷芳 - 封面女郎（曲、編、監）
- 梅艷芳 - 心仍是冷（曲、編、監）
- 梅艷芳 - 小天使（曲）
- 梅艷芳、倫永亮 - 心仍是冷（曲、編、監）
- 梅艷芳、許志安 - 笑看風雲變（曲、編、監）
- 葉蒨文 - 愛是現在（編）
- 葉蒨文 - 尋覓（編）
- 葉蒨文 - 第一晚（曲、編）
- 劉美君 - 感覺（曲）
- 劉德華 - 若然（曲、編）
- 劉德華 - 迷醉的雙臉（曲、編）
- 劉德華 - 笑着哭（編）
- 蔡齡齡 - 花光它（曲、編）
- 戴蘊慧 - 是誰 I Don't Care（曲、編）
- 鄺美雲 - 開心（曲）
- 譚耀文 - 愛上她怎辦（曲、編）
- 關淑怡 - 烈火（曲）

### 1991年
- Echo - 說到愛情（曲、編）
- Echo - 他是我一個人的（曲、編）
- Echo - 一半一半（曲、編）
- Face To Face - 繼續跳舞（曲、編）
- Face To Face - 是意外. 還是愛（曲、編）
- 伊能靜 - 小教父（曲）
- 何嘉麗 - 舊照片（曲）
- 何嘉麗 - 那些好日子（曲）
- 吳婉芳 - 心火（曲）
- 呂　方 - 情未了，夢未完（曲、編）
- 林憶蓮 - 你給我的愛不是愛（曲、編）
- 林憶蓮 - 夜長夢多（曲）
- 林憶蓮 - 灰色的逃脫（曲）
- 林憶蓮 - 我只是個不擅等待的情人（曲）
- 林憶蓮 - 沒有發生的愛情（曲、編）
- 東華三院院歌 - 千顆心共行（曲）
- 倫永亮 - 形象製造城（曲、監）
- 倫永亮 - 每次我展開翅膀（曲、監）
- 倫永亮 - 陌生角落（監）
- 倫永亮 - 滿天星（曲、編、監）
- 倫永亮 - 需要的和不需要的（監）
- 倫永亮 - 抱擁多一晚（曲、編、監）
- 倫永亮 - 冬夢人（曲、監）
- 倫永亮 - 床前明月光（曲、編、監）
- 倫永亮 - 打個電話給我吧（監）
- 倫永亮 - 別孤身作戰（曲、編、監）
- 倫永亮 - 再見、愛人（監）
- 倫永亮 - 再見、愛人（國語版）（監）
- 倫永亮、梅艷芳 - 心仍是冷（寒冬版）（曲、編）
- 徐小鳳 – 不許諾明天（編）
- 草　蜢 - 跟著你容易迷路（曲、編）
- 梅艷芳 - 慾望野獸街（監）
- 梅艷芳 - 夢姬（編、監）
- 梅艷芳 - 幾多（監）
- 梅艷芳 - 真我人（曲、編、監）
- 梅艷芳 - 夜貓夫人（監）
- 梅艷芳 - 教父的女人（監）
- 梅艷芳 - Faithfully（編、監）
- 梅艷芳 - 噼啪碰（編、監）
- 梅艷芳 - 愛殺（監）
- 梅艷芳 - 隨緣尋伴侶（監）
- 梅艷芳 - 一舞傾心（曲、編）
- 梅艷芳 - 何日晚風裡（曲）
- 梅艷芳 - 來醉吧（曲）
- 梅艷芳 - 我有快樂出租（曲）
- 梅艷芳 - 男人的心（曲）
- 梅艷芳 - 心仍是冷I（曲、編）
- 梅艷芳、沈孟生 - 心仍是冷II（曲、編）
- 莫鎮賢 - 情難自禁（曲）
- 許志安 - 翻騰（監）
- 許志安 - 等了又等（監）
- 許志安 - 烈火（監）
- 陳　妤 - 天天改變，天天不變（曲）
- 陳雅雯 - 千年之戀（曲）
- 黃　翊 - 愛情煩惱（曲）
- 葉蘊儀 - 世界中にMerry X'mas!（曲）
- 劉美君 - 新年願望（曲、編）
- 劉德華 - 痴情歲月（曲）
- 劉德華 - 夜了,好嗎?（曲）
- 劉德華 - 邂逅（曲）
- 劉德華 - 你總是最晚來最先走（曲）
- 劉德華 - 是否你的要求太高（曲）
- 劉德華 - 不可不信……"緣"（曲、編）
- 劉德華 - 愛似是遊戲（曲、編）
- 蔡興麟 - 像你這般的溫柔（曲、編）
- 鄭秀文 - Go Go Adios（曲、編）
- 鄭秀文 - 曖昧（曲、編）
- 鄭梓浩 - 只因有著你（曲、編）
- 羅　文 – 夜驚魂（編）
- 羅　文 – 別再逗留（編）

### 1992年
- 文　章 - 是不是你還太小（編）
- 吳國敬 - 我說過要你快樂（曲）
- 呂　方 - 這一刻當你回頭（曲、編）
- 李國祥 - 舊時情. 今時情（曲、編）
- 李樂詩 - 你快樂嗎（曲、編）
- 李樂詩 - 情愛若夢，夢若情（編）
- 林憶蓮 - 醒醒（曲、編）
- 林憶蓮 - 不捨不棄（曲）
- 金智娟 - 淡夏（曲）
- 倫永亮 - 前序曲（曲、編、監）
- 倫永亮 - 我為你而生（編、監）
- 倫永亮 - 休止符（曲、編、監）
- 倫永亮 - 每一分鐘後（編、監）
- 倫永亮 - 因你極難代替（曲、編、監）
- 倫永亮 - 無論那一天（曲、編、監）
- 倫永亮 - 把蕭邦佔領（曲、編、監）
- 倫永亮 - 這個地方（曲、編、監）
- 倫永亮 - SHOO BE DO WA（監）
- 倫永亮 - 曲終情未散（曲、編、監）
- 倫永亮 - 每一分鐘後（日）（編）
- 倫永亮 - 鋼琴後的人（日）（曲、編）
- 倫永亮 - No! No! No!（英）（曲、編）
- 倫永亮 - Something（英）（曲）
- 倫永亮 - When The Lights Come Down（英）（曲、編）
- 倫永亮 - Goodbye, My Love（英）（詞）
- 倫永亮 - 歌詞（編、監）
- 倫永亮 - 那些好日子（曲、監）
- 倫永亮 - 愛在無限天闖（曲、監）
- 倫永亮 - 奇蹟（監）
- 倫永亮 - 想（曲、詞、編、監）
- 梅艷芳 - Touch（曲、編）
- 梅艷芳 - 我最愛自己（曲、編）
- 梅艷芳 - 回頭已是百年身（曲、編）
- 梅艷芳 - 烈女（編）
- 梅艷芳 - 四海一心（曲、編）
- 梅艷芳 - 烈燄黑豹天昏地暗版（曲）
- 梅艷芳 - 路…始終告一段（曲、編）
- 梅艷芳 - 何日（曲、編）
- 郭富城 - 第四晚心情（曲、編）
- 郭富城 - 我為何讓你走（曲、編）
- 陳潔靈 - 我的心（曲、編）
- 陳潔靈 - No! No! No!（曲、編）
- 陳潔靈 - 最後的擁抱（曲、編）
- 陳潔靈 - 讓昨天歸於昨天（編）
- 陳潔靈 - No! No! No!（Remix）（曲、編）
- 溫碧霞 - 海潮（曲）
- 葉蒨文 - 女兒心（曲、編）
- 葉蒨文 - 暖流（曲、編）
- 劉玉翠、鄭梓浩 - 可知我依然等（曲、編）
- 劉德華 - 其實我早猜透你的心（曲、編）
- 劉德華 - 一杯咖啡一晚夜（曲、編）
- 鄭敬基 - 一生也未了（編）
- 唐韋琪、張港基 - 夜已了（編）

### 1993年
- 江欣慈 - 闖我夢兒吧（曲）
- 呂　方 - 我的心愈來愈冷（曲、編）
- 李樂詩 - 怎麼如此（曲、編）
- 李麗芬 - 何日（曲）
- 車婉婉 - 夢蕾（曲）
- 林憶蓮 - 讓愛人去流浪（曲）
- 林憶蓮 - 醒醒（國）（曲、編）
- 林憶蓮 - 只要珍惜（曲）
- 倫永亮 - 午夜的情歌為誰點播（曲、編）
- 倫永亮 - 一生都送給愛（曲、編）
- 倫永亮 - 徘徊（曲）
- 倫永亮 - 你的夢 我不懂（曲、編、監）
- 倫永亮 - 他年（曲、編）
- 倫永亮 - 我是否應該再等（編）
- 倫永亮 - 鋼琴後的人（國）（曲、編）
- 倫永亮 - 情山（編）
- 倫永亮 - Hello, My Friend（曲、編）
- 倫永亮 - 失去的永恆（曲、編）
- 倫永亮 - 每一個早上（曲、編、監）
- 倫永亮 - Only You, Only Me（曲、監）
- 倫永亮 - 沒有發生的愛情（曲、監）
- 倫永亮 - 未了緣（監）
- 倫永亮 - 何日（曲、編、監）
- 倫永亮 - Let Me Be The One（曲、監）
- 倫永亮 - 每一個早上（Instrumental）（曲、編、監）
- 倫永亮 - 一切都因為你（編、監）
- 倫永亮 - 痴心找到痴心（曲、編、監）
- 倫永亮 - 少年國（曲、編、監）
- 倫永亮 - 未了緣（Reprisel）（編、監）
- 倫永亮 - Prologue 1......星的指引（編、監）
- 倫永亮 - 當天那真我（編、監）
- 倫永亮 - 我未曾活過（監）
- 倫永亮 - 髮之舞（曲、監）
- 倫永亮 - 一千一個冬（曲、編、監）
- 倫永亮 - 空白的留言（曲、編、監）
- 倫永亮 - Prologue 2......迷了途的星星（編、監）
- 倫永亮 - Acapella（監）
- 倫永亮 - 山高天高愛更高（監）
- 倫永亮 - 不想世界停止（曲、監）
- 倫永亮 - 讓我飛向你（監）
- 倫永亮 - 我為你寫的歌（編、監）
- 倫永亮 - 我是你好知音（監）
- 倫永亮 - Prologue 3......終站（編、監）
- 倫永亮 - 沒上班的一天（監）
- 倫永亮、呂　方 - 沙沙的雨（編、監）
- 許志安 - 妳愛我幾多（曲）
- 郭富城 - 我的愛人（曲）
- 郭富城 - 給我你最真的心（曲、編）
- 郭富城 - 捨不得讓你走（曲、編）
- 溫碧霞 - 愛有代價（曲）
- 群　星 - 樂善的心（曲）
- 鄒　靜 - 神秘的花（曲）
- 劉文娟 - 寂寞難耐（曲、編）
- 潘美辰 - 欲罷不能（曲）
- 鄭伊健 - 請多聽幾次（曲、編）
- 蘇永康 - 戀愛實驗（曲）
- 蘇　芮 - 愛過就是完全（曲）

### 1994年
- 何超儀 - 我的心一樣會痛（曲）
- 李家明 - 似愛未全是愛（曲、編）
- 李國祥 - 每天心痛半點鐘（曲、編）
- 李國祥 - 愛不能隨便說說（曲、編）
- 李國祥 - 雙人床（曲、編）
- 李國祥 - 飛身（曲、編）
- 林憶蓮 - 多些那些（曲、編、監）
- 林憶蓮 - 芝加哥的故事（監）
- 林憶蓮 - 誰像你好?（監）
- 林憶蓮 - 決心（Remix）（監）
- 林憶蓮 - 沉淪（監）
- 林憶蓮 - 赤裸的秘密（編、監）
- 林憶蓮 - 感情不老（監）
- 林憶蓮 - 明天醒來時（監）
- 林憶蓮 - 決心（監）
- 林憶蓮、倫永亮 - 對不起了愛（監）
- 林憶蓮、彭　羚 - 永不放棄（曲）
- 韋綺姍 - 金色（曲）
- 倫永亮 - 因為有愛（日）（曲、編、監）
- 倫永亮 - 心田（曲、編、監）
- 倫永亮 - 乜歌（曲、監）
- 倫永亮 - 最傷感的人（曲、監）
- 倫永亮 - 故事的風箏（曲、編、監）
- 倫永亮 - 錯過（曲、編、監）
- 倫永亮 - 沒有心情去失戀（監）
- 倫永亮 - 矛盾（曲、監）
- 倫永亮 - 從不知道（監）
- 倫永亮 - 無條件的愛（曲、監）
- 倫永亮 - 溫水情人（曲、編、監）
- 倫永亮 - 藍海洋（監）
- 梁漢文 - 綑著我,困著我（曲、編）
- 梅艷芳 - 情歸何處（曲、編）
- 梅艷芳 - 情歸何處（國）（曲、編）
- 梅艷芳 - 感激（曲、編）
- 梅艷芳 - 愛是個傳奇（曲、編）
- 梅艷芳 - 天使愛魔鬼（曲、編）
- 郭富城 - 那天再遇見（曲）
- 郭富城、劉德華 - 永不放棄（曲）
- 葉蒨文 - Lonely Girl（曲）
- 葉蒨文 - 兩個結局（曲）
- 葉蒨文、王　菲 - 永不放棄（曲）
- 解曉東 - 風（曲）
- 劉德華 - 換一個方式愛妳（曲、編）
- 黎　明、張學友 - 永不放棄（曲）
- 羅　文 - 一生一次真情（曲）
- 蘇　芮 - 愛到天長地久（曲）

### 1995年
- 伍婉琛 - 一生愛你（曲）
- 伍詠薇 - 情到零時（曲、編）
- 李國祥 - 孤單夜漫長（曲、編）
- 李國祥 - 遺憾（曲、編）
- 李國祥 - 禁不住（曲、編）
- 倫永亮 - 無盡的風（曲、編、監）
- 倫永亮 - 我說過要你快樂（曲、監）
- 倫永亮 - 燒（曲、監）
- 倫永亮 - 愛過就是完全（曲、編、監）
- 倫永亮 - 我為何讓你走（曲、監）
- 倫永亮 - 邂逅（曲、監）
- 倫永亮 - 這一刻當你回頭（曲、編、監）
- 倫永亮 - 我的心（曲、監）
- 倫永亮 - 一舞傾情（曲、監）
- 倫永亮 - 路…始終告一段（曲、監）
- 馬怡靜 - 可否燦爛一次（監）
- 馬怡靜 - 在我心中有你（監）
- 馬怡靜 - 在我心中有你（創作意念Ｉ Remix）（監）
- 馬怡靜 - 唯有面具（編、監）
- 梁朝偉 - 不走不珍惜（曲）
- 梅艷芳 - 得不到怎麼好（曲、編）
- 許志安 - 從你的祝福中離開（曲）
- 郭晉安 - 難以啟齒（曲、編）
- 彭　羚 - 你知得太多（曲、編）
- 彭　羚、張信哲 - 註定相愛（曲、編）
- 劉德華 - 永遠是這天（曲、編）
- 鄭秀文 - 內心戲（曲、編）

### 1996年
- 大竹しのぶ - 想い（曲）
- 伍詠薇 - 想起一個人（曲、編）
- 呂　方 - 當你很溫柔（曲、監）
- 李克勤 - 主角・配角（曲）
- 李蕙敏 - 趕時間（曲）
- 倫永亮 - 不要拿我和他做比較（曲、編、監）
- 倫永亮 - 我愛的人不把我當情人（曲、監）
- 倫永亮 - 心碎（曲、編、監）
- 倫永亮 - 矛盾（曲、監）
- 倫永亮 - 僵持（曲、編、監）
- 倫永亮 - 我只是你的習慣（曲、監）
- 倫永亮 - 放棄（曲、編、監）
- 倫永亮 - 忘了吧（曲、監）
- 倫永亮 - 足夠愛（曲、編、監）
- 馬浚偉 - 追悔（曲）
- 張信哲 - 風（曲）
- 郭富城 - 死心塌地（曲）
- 楊千嬅 - 爭執（曲、編）
- 葉蒨文、倫永亮 - 在乎（曲、編、監）
- 劉德華 - 推不開（曲、編、監）
- 鄭秀文 - 最終還是剩低我（曲、編）

### 1997年
- 馬浚偉 - 未曾是愛情（曲）
- 梁漢文 - 燦爛與墮落（曲、編）
- 梅艷芳 - 火鳳凰之舞（曲、編、監）
- 梅艷芳 - 愛的感覺（編、監）
- 梅艷芳 - 鏡花水月（曲、編、監）
- 梅艷芳 - 為甚麼是你（編、監）
- 梅艷芳 - 甚麼都有的女人?	（監）
- 梅艷芳 - 夜蛇（曲、編、監）
- 梅艷芳 - 第六個星期（曲、編、監）
- 梅艷芳 - 抱緊眼前人（編、監）
- 梅艷芳 - 鏡花水月......Reprise（曲、編、監）
- 梅艷芳 - Goodnight（編、監）
- 梅艷芳 - 到明天再做好女人（曲）
- 梅艷芳、倫永亮 - 有心人（編、監）
- 梅艷芳 - 月光（下弦月版）（編、監）
- 郭子言 - 空檔（曲、編、監）
- 彭　羚 - 只因有着你（監）
- 彭　羚 - 我有我天地（監）
- 彭　羚 - 變（監）
- 彭　羚 - 追憶（編、監）
- 彭　羚 - 留位置（監）
- 彭　羚 - 讓我們快樂在一起（編、監）
- 彭　羚 - 只因找到你（編、監）
- 彭　羚 - 讓我昇華（曲、編、監）
- 彭　羚 - 認真（監）
- 彭　羚 - 糊塗（監）
- 彭　羚 - 願你也在這裏（編、監）
- 黃浩詩 - 我曾和你心醉（編、監）
- 黃浩詩 - 三人不行（曲、編、監）
- 黃浩詩 - 自然地走近（曲、編、監）

### 1998年
- 倫永亮 - 我的夢與憂（曲、編、監）
- 倫永亮 - 六月雪飛（曲、編、監）
- 梅艷芳 - 你留我在此（編、監）
- 梅艷芳 - 懷舊（編、監）
- 梅艷芳 - 相思河畔（編、監）
- 梅艷芳 - 東山飄雨西山晴（編、監）
- 梅艷芳 - 檳城艷（編、監）
- 梅艷芳 - 一水隔天涯/變（編、監）
- 梅艷芳 - 梭羅河之戀（編、監）
- 梅艷芳 - 今天我非常寂寞（監）
- 梅艷芳 - 榴槤飄香（編、監）
- 梅艷芳 - 她比煙花寂寞（曲、編、監）
- 梅艷芳 - 眼中釘（編）
- 彭　羚 - 一千零一晚（監）
- 彭　羚 - 一天三百六十五年（監）
- 彭　羚 - 我不知（監）
- 彭　羚 - 放眼將來（監）
- 彭　羚 - 只當是個夢（監）
- 彭　羚 - 呵護（監）

### 1999年
- 倫永亮 - 始終向你回歸（曲、編）
- 倫永亮 - 愛到下個世紀（國）（曲、編）
- 倫永亮 - Starting Right Now（英）（曲、詞、編）
- 倫永亮 - 朝日（日）（曲、編）
- 倫永亮 - 平安夜（曲、詞、編）
- 倫永亮 - 伪りの誓い（曲）
- 張栢芝 - 目的地（曲）
- 梅艷芳 - 無名氏（編、監）

### 2000年
- 倫永亮 - 童真的家（曲、編）
- 容祖兒 - 好女孩（曲）

### 2002年
- 張德豪 - 讓我感動你（曲）
- 葉德嫻 - 如果沒有你（曲、編、監）
- 葉德嫻 - 重頭認識（曲、編、監）
- 葉德嫻 - 服了她（曲、編、監）
- 葉德嫻 - 孽（監）
- 葉德嫻、張燊悅 - 孽（監）
- 羅嘉良 - 愛突然不足夠（曲）

### 2003年
- 陳慧嫻﹑李迪文  - 前塵（編﹑監）
- 陳寶珠 - 珠光寶氣（曲）
- 陳寶珠 - 煙雨紅船（曲）

### 2004年
- 何韻詩 - 釋迦牟尼佛心咒（曲、編）
- 林憶蓮 - 西方淨土祈願文（編）
- 倫永亮 - 阿彌陀佛心咒 [長] 及儀軌唱誦（曲、編）
- 許志安、梁漢文 - 藥師琉璃光如來心咒（曲、編）
- 許志安、梁漢文、林憶蓮、倫永亮 - 阿彌陀佛心咒 [短]（曲、編）

### 2005年
- 林憶蓮 - Incomplete（曲）

### 2006年
- 倫永亮 - 沒唱出來的感覺（曲、編）
- 張敬軒、倫永亮 - 從何唱起（曲、編、監）

### 2008年
- 麥浚龍 - 寫得太多（曲）
- 麥浚龍、倫永亮 - 寫得太多（曲）
- 蘇永康 - 天大地大（曲、編）
- 蘇永康 - 普洱茶（曲、編）

### 2009年
- 唐素琪 - 答案（曲）
- 唐素琪 - 不要講很愛我（曲）
- 張敬軒 - 失戀有獎（曲、監）
- 張敬軒 - 溺愛（曲、監）
- 莫鎮賢 - 不是有情人（曲、編）
- 莫鎮賢 - 真假伴侶（曲）

### 2010年
- 麥浚龍 - 上春風的課（曲）

### 2011年
- 林欣彤 - 非凡（曲、編、監）

### 2012年
- 倫永亮 - 永遠閃亮（曲）
- 倫永亮 - 薔薇花預言（曲）
- 倫永亮 - 曾經天真的期盼（曲）
- 倫永亮 - 本來（曲、詞）
- 倫永亮 - 懂了,生活（曲）
- 倫永亮 - 我常常在想（曲）
- 倫永亮 - 溫柔酷刑（曲）
- 倫永亮 - 一天一天過去（曲）
- 倫永亮、林憶蓮 - 暖（曲）
- 陳潔麗 - 世界不可怕（曲）

### 2013年
- 何韻詩 - 月移花影動（編）

### 2014年
- HKIE - 天工（曲）
- 念賢兒 - 未知愛人（曲）
- 林二汶 - 夕陽生活（曲）
- 林二汶 - 最幸運的人（曲）
- 莫文蔚 - 時間裡的飛人（曲）
- 彭家麗 - 算（曲）
- 龍世傑 - 存在感（曲、編）

### 2015年
- C AllStar - 生於斯（曲、編）
- 王梓軒 - Haven（曲）
- 汪明荃 - 華麗轉身（曲、編、監）
- 汪明荃 - 閃爍登場（曲、編、監）
- 汪明荃 - 銀河（曲、編、監）
- 倫永亮 Feat. 蓋鳴暉 - 天衣無縫（曲、編、監）
- 潘源良 - 最愛是誰（監）
- 龍世傑 - 後卡式時代（曲、編）
- 龍世傑 - 固執先生（曲、編）

### 2017年
- 莫文蔚 - I Do（曲）

### 2019年
- 倫永亮 - 微光（曲）

### 2020年
- 梁詠琪 - 文殊菩薩心咒（曲、编、监）

### 2023年
- 梁詠琪 - 停一停·心呼吸（曲、编、监）

### 2024年
- 羅啟豪 - 相信相信（曲、編）

## 參與節目

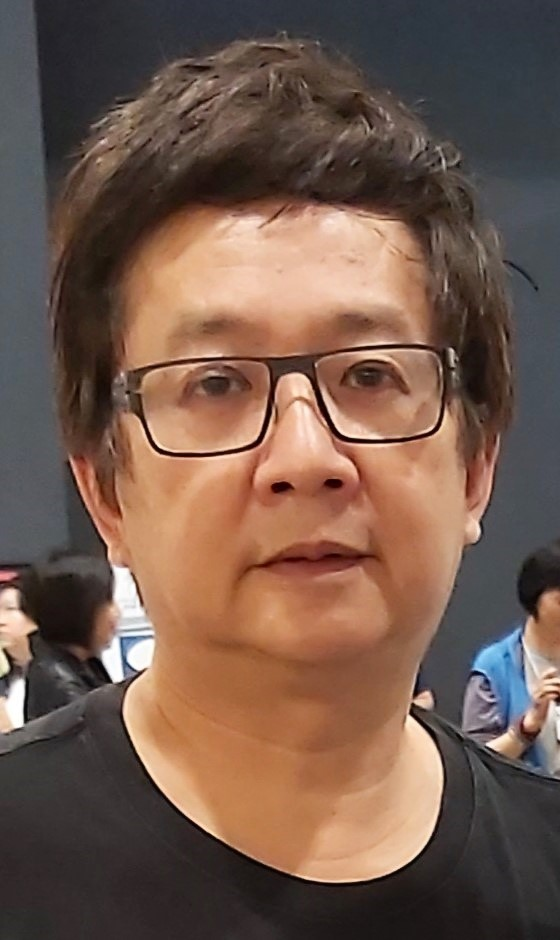
2019年7月20日，倫永亮於香港書展2019

### 評判（無綫電視）
- 2009年：超級巨聲1
- 2010年：超級巨聲2
- 2013年：超級巨聲3
- 2013年：星夢傳奇
- 2014年：超級巨聲4

### 嘉賓（無綫電視）
- 1994年：江山如此多FUN
- 1996年：超級無敵獎門人
- 2010年：今日VIP
- 2010年：名人廚房
- 2012年：Music Café
- 2013年：百變大咖秀
- 2013年：吾淑吾食
- 2015年：Sunday靚聲王
- 2015年：難得有心人
- 2020年：我們的音樂時代
- 2022年：StarTalk

### 主持
- 2013年：商業電台 雷霆881 《在晴朗的一天出發》〈倫住嚟整〉、〈鋼琴後的倫永亮〉

### 其他
- 1999年：香港演藝界921傳心傳意大行動
- 2006年：溫哥華華裔小姐競選
- 2008年：演藝界512關愛行動
- 2008年：國光幫幫忙
- 2009年：Have a Nice Day
- 2013年7月25日：口水多過浪花

## 外部連結
- Affinity - 倫永亮官方網站 （页面存档备份，存于） （英文）
- https://www.facebook.com/AnthonyLunFansPage/ （页面存档备份，存于） (中文)
- Anthony Lun's Cyber World （页面存档备份，存于） （日語）
- Zone de Pianoman - Anthony Lun （中文）
- One Voice Ten Fingers （页面存档备份，存于） （中文）
- 伦永亮的一部分作品的歌词 （中文）
- 倫永亮@pinkwork (sound & video, lun1 & 2.htm) （页面存档备份，存于）